# Alter Wall

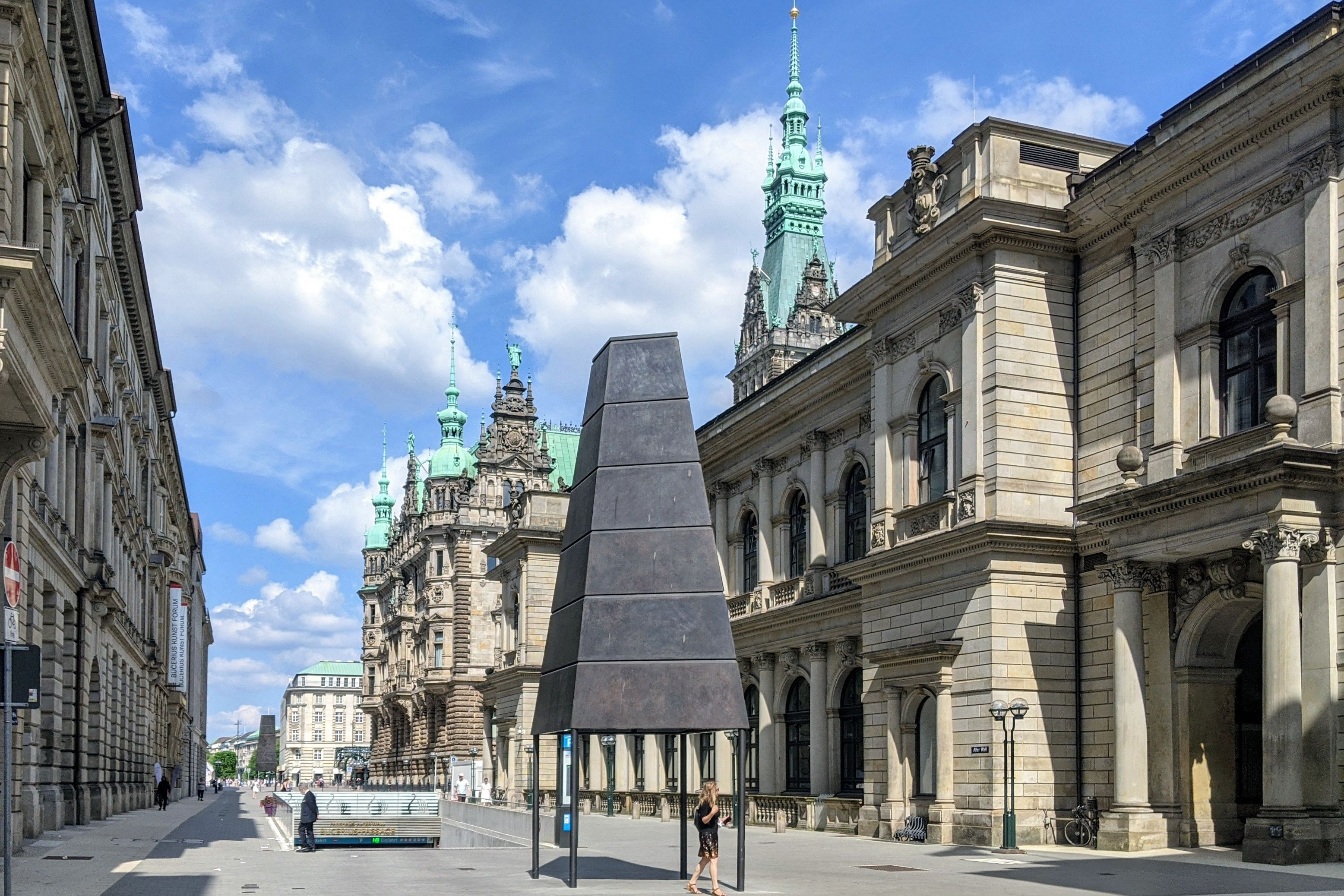
Alter Wall, rechts Rathaus und Börse, links das Bucerius Kunst Forum, in der Bildmitte die Skulptur „Gesellschaftsspiegel“ von Ólafur Eliasson

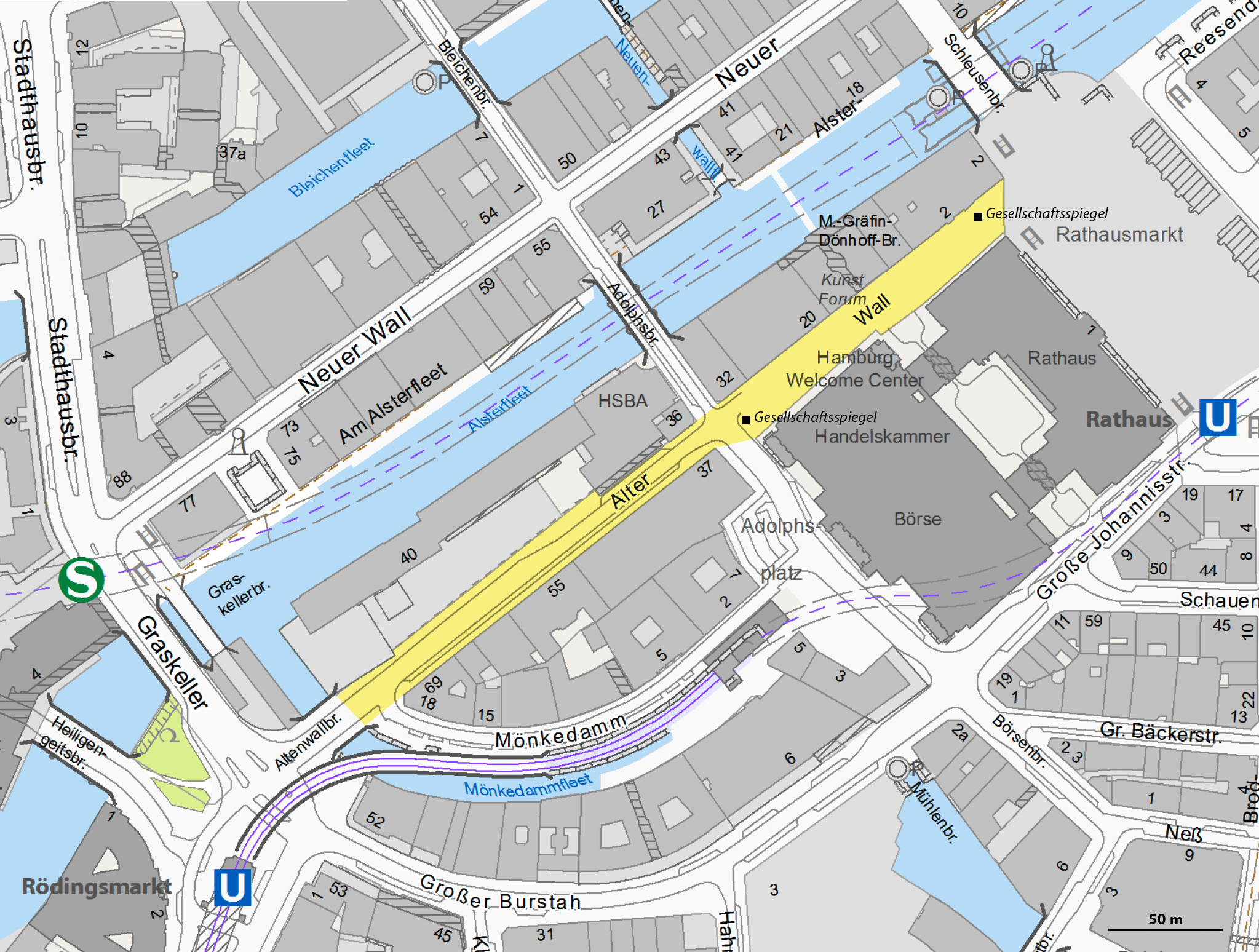
Lage des Alten Walls

Der Alte Wall ist eine Straße in der Hamburger Altstadt. Er verläuft parallel zum Alsterfleet vom Rathausmarkt bis zum Rödingsmarkt und ist überwiegend mit repräsentativen Geschäftshäusern aus der Zeit um 1900 bebaut. Der östliche Teil zwischen Rathausmarkt und Adolphsplatz ist seit der letzten Umgestaltung eine Fußgängerzone, der westliche Teil eine Einbahnstraße.   

## Geschichte

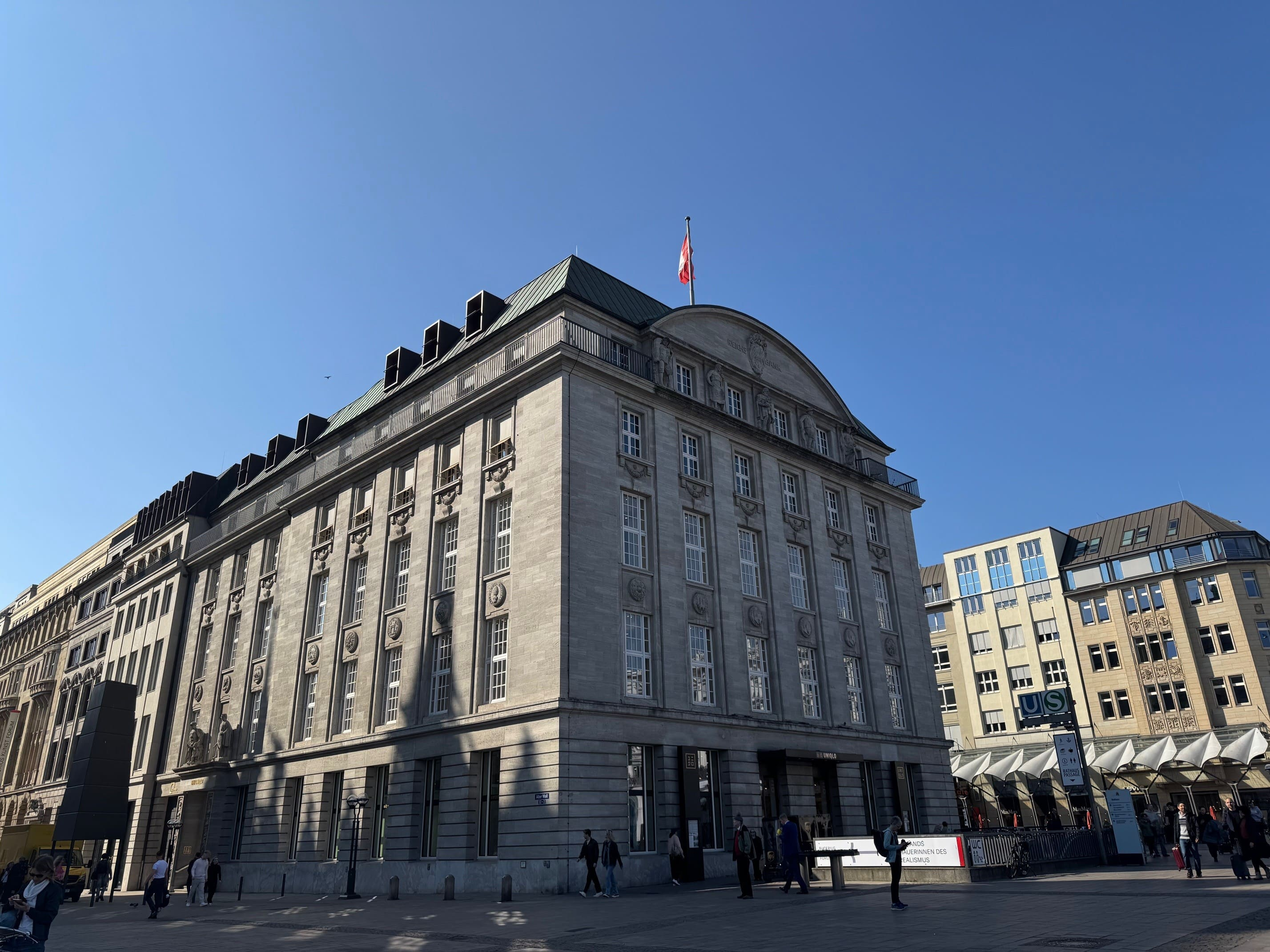
Alter Wall 2, Blick vom Rathausmarkt

Der Alte Wall war ursprünglich Teil der mittelalterlichen Hamburger Stadtbefestigung und wurde ab 1480 errichtet. Das heutige Alsterfleet bildete damals den äußeren Wallgraben. Der Wall wurde im Volksmund auch „Dreckwall“ genannt, wobei unklar ist, ob die Bezeichnung auf die schlechte Bodenbeschaffenheit in der Alsterniederung Bezug nahm oder auf den zum Bau des Walls verwendeten „Gassenkummer“ (Straßenabfall). Anderen Quellen zufolge wurde der Wall erst nach dem Bau des Neuen Walls (mit Bleichenfleet und Herrengrabenfleet als neuem Wallgraben) um 1560 zeitweise als Müllkippe genutzt (ähnlich wie der Meßberg am anderen Ende der Stadt) und die volkstümliche Bezeichnung anschließend auf die hier angelegte Straße übertragen. Sicher ist, dass der Alte Wall bald nach dem Bau des Neuen Walls eingeebnet, parzelliert und schrittweise bebaut wurde. Ende des 17. Jahrhunderts kam hierfür der Name „Wallstraße“ in Gebrauch, ab 1788 Alte Wallstraße, ab 1843 schließlich Alter Wall.
Als sich ab 1580 sephardische Juden besonders aus Portugal in Hamburg niederließen, siedelten sich viele von ihnen am Alten Wall an. Hier entstand 1612 auch der erste jüdische Betsaal (der Bau von öffentlich sichtbaren Synagogen war Juden in Hamburg damals noch nicht erlaubt) der sephardischen Gemeinde Newe Schalom am Alten Wall 48/49. Der Saal wurde bis 1835 durch die Sepharden genutzt und dann an die deutsch-israelitische Gemeinde verkauft, die dort neu baute. Im 18. Jahrhundert befanden sich am Alten Wall auch die Beträume der Altonaer und Wandsbeker Gemeinden.

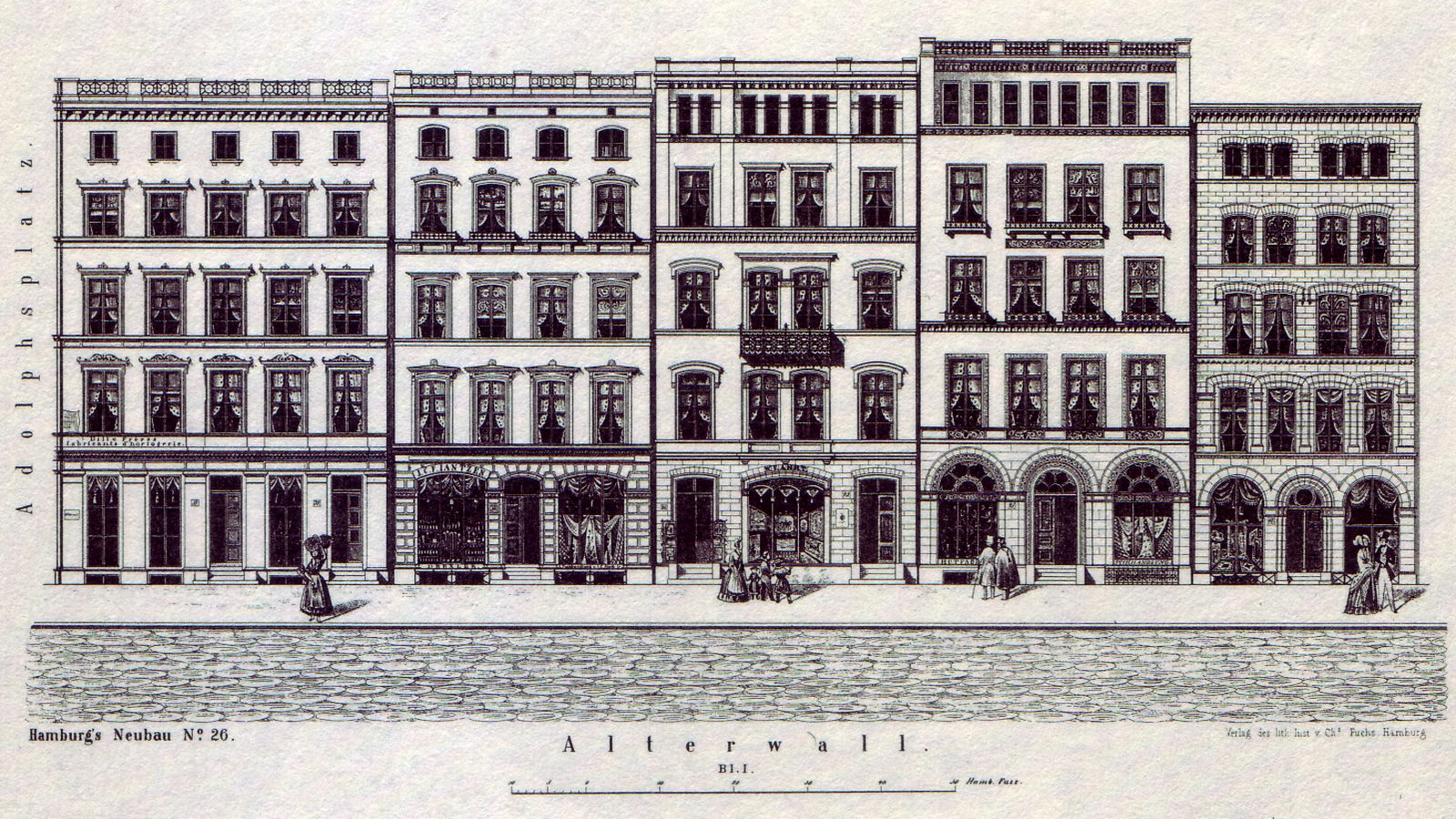
Neubebauung nach dem Großen Brand, um 1850

Beim Großen Brand 1842 wurde die Bebauung am Alten Wall fast vollständig zerstört, lediglich das erst 1841 eröffnete neue Börsengebäude am Adolphsplatz überstand das Feuer weitgehend unversehrt. Heinrich Heine beklagte:

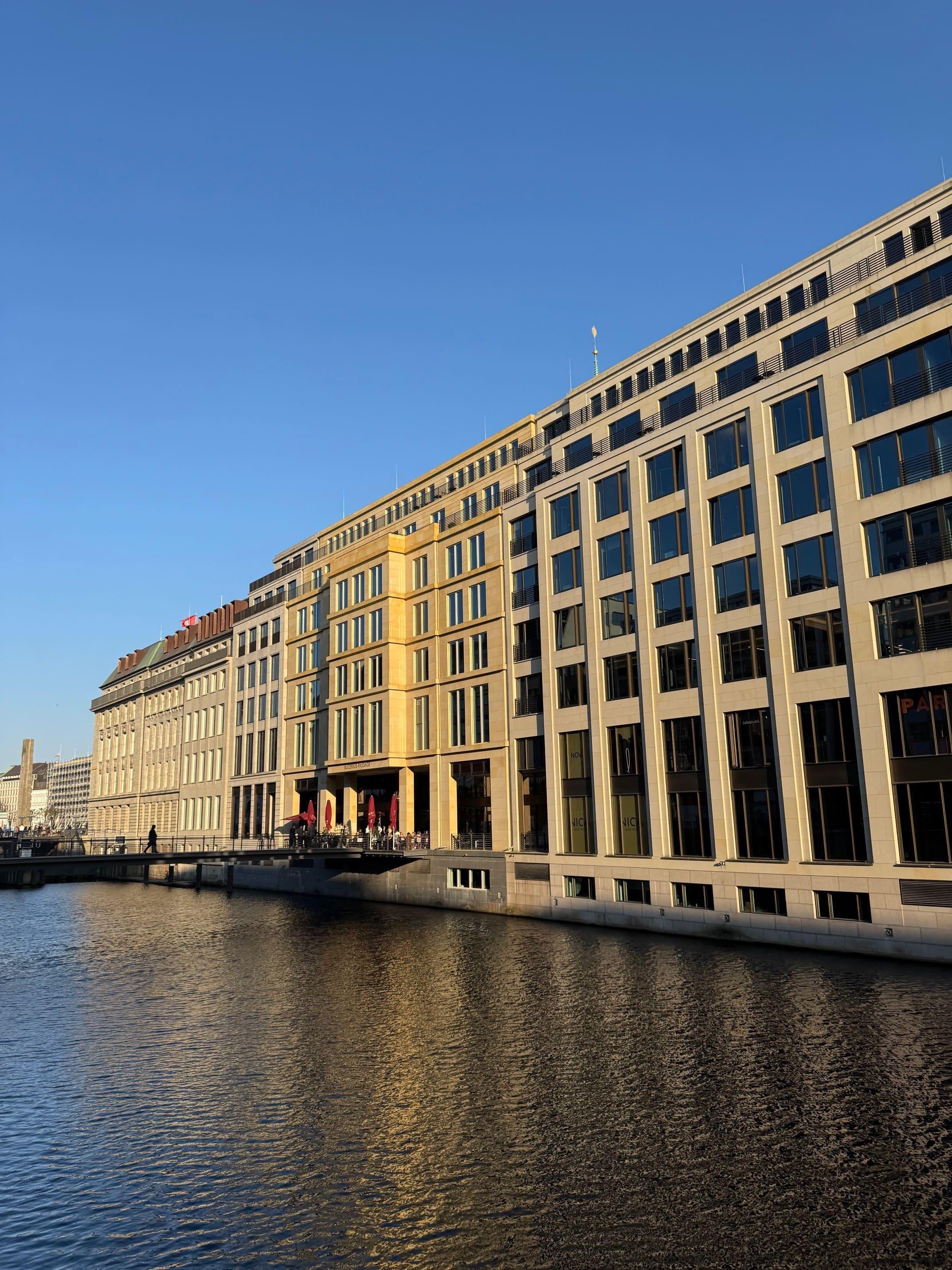
Alter Wall 2-32, Fleet-Seite

Und der Dreckwall, wo ist der Dreckwall hin?
Ich kann ihn vergeblich suchen!
Wo ist der Pavillon, wo ich
Gegessen so manchen Kuchen?

## Gebäude
Die heutige Bebauung stammt überwiegend aus der Zeit der Citybildung von etwa 1880 bis zum Ersten Weltkrieg. Damals siedelten sich rund um die Börse am Adolphsplatz zahlreiche Banken und Versicherungen an und machten den Alten Wall so zum Finanzdistrikt Hamburgs: 
- Direkt am Rathausmarkt (Alter Wall 2) befindet sich das Gebäude der ehemaligen Reichsbank-Hauptstelle. Es wurde von 1914 bis 1919 von der Bauverwaltung der Reichsbank nach einem Entwurf von Julius Habicht und Philipp Nitze im Stil des Neoklassizismus erbaut und steht seit 1983 unter Denkmalschutz. Die Gebäudefassade ist mit Relieffriesen, die die zwölf Sternzeichen und verschiedene Gewerbe als allegorische Figuren darstellen, verziert. Zudem befindet sich am Eingangsportal  eine Skulptur des Mercurius, der die Wirtschaftsmacht mit einem Putto und Schwert verkörpert.[9] Von 2002 bis 2019 wurde das Gebäude vom Bucerius Kunst Forum (heute im Haus Alter Wall 12) für Ausstellungszwecke genutzt.

- Die Kontorhäuser Alter Wall 10 und 12 wurden 1908–1910 von Emil Schaudt mit Walther Puritz und Emil Janda für die Norddeutsche Versicherungsgesellschaft (später Hamburg-Mannheimer, heute Ergo Group) gebaut.Nr.12 Bucerius Passage am neuen Standort

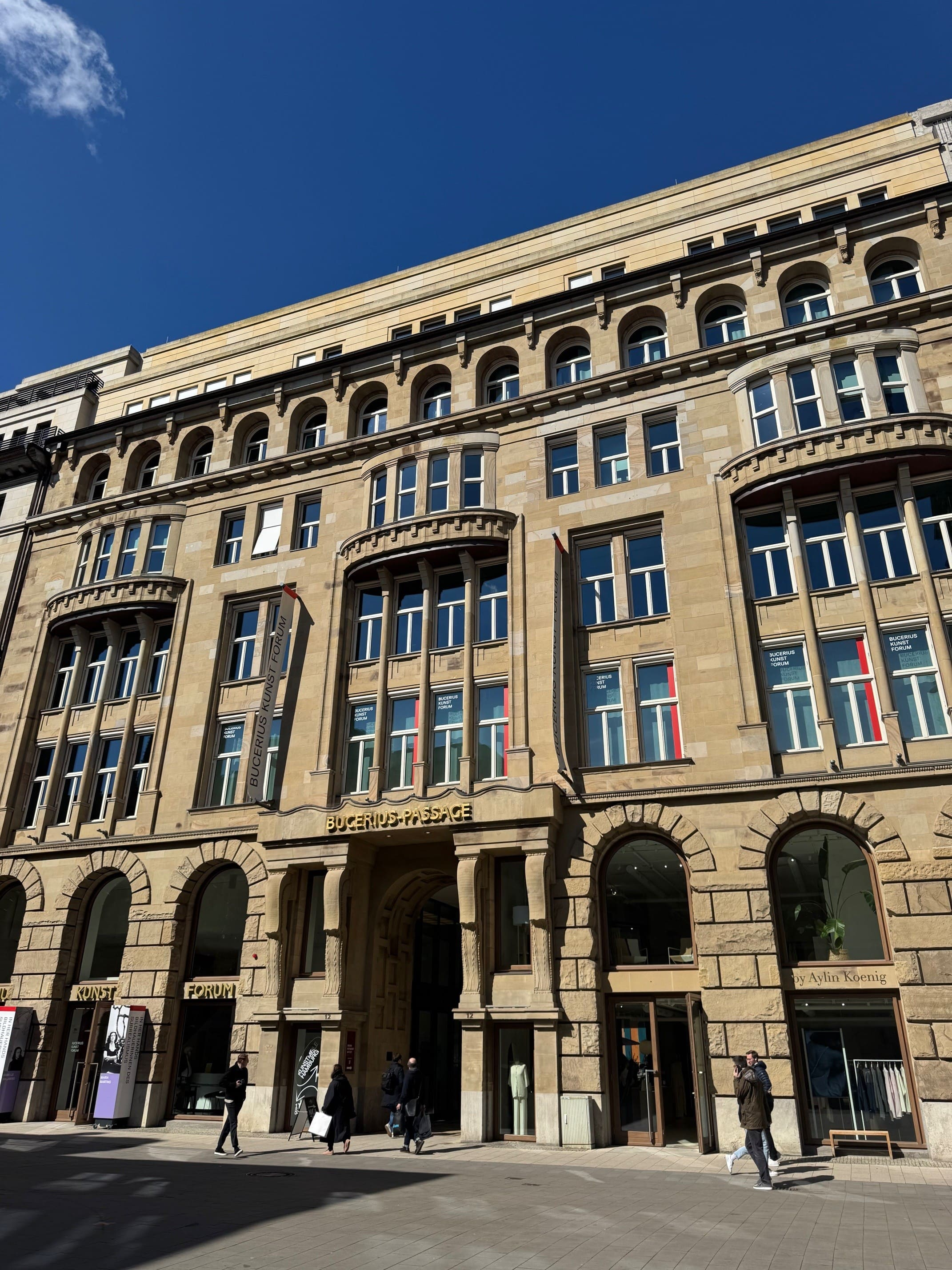
Nr.12 Bucerius Passage am neuen Standort

- Alter Wall 20–22 wurde 1900–1902 das ehemalige Bankgebäude für die Vereinsbank in Hamburg von Haller & Geißler und 1947–1952 von Elingius & Schramm gebaut.[10]

- Das Kontorhaus Alter Wall 32 von 1894–1895 wurde 1928 als Bankgebäude für die Deutsche Bank umgebaut.

- Am Adolphsplatz 1/Alter Wall 11 befindet sich die Börse, heute Sitz der Handelskammer Hamburg.

Das Ensemble Alter Wall 2, 8–12, 20, 22, 32, Rathausmarkt 2 steht seit dem 1. Mai 2013 unter Denkmalschutz, das Gebäude Alter Wall 2 bereits seit dem 7. September 1982, die Börse seit dem 16. Februar 1942.
Von 2016 bis 2020 wurde der historische Gebäudekomplex von Art-Invest Real Estate mit dem Architekturbüro gmp entwickelt und durch einen Neubau ergänzt. Neu entstand die Marion-Gräfin-Dönhoff-Brücke, die den Alten Wall mit dem Neuen Wall verbindet und nach der langjährigen Herausgeberin der Zeitung „Die Zeit“ benannt wurde. 2021 erhielt das Gebäude-Ensemble die Auszeichnung „Bauwerk des Jahres“ durch den Architektur- und Ingenieurverein Hamburg (AIV).
Seit September 2020 stehen die beiden Skulpturen Gesellschaftsspiegel von Ólafur Elíasson jeweils am Anfang (Rathausmarkt) und am Ende (Adolphsbrücke) des Alten Walls. Ermöglicht wurde die Realisierung der Kunstwerke durch Art-Invest Real Estate, die die Skulpturen stiftet und als Dauerleihgabe der Stadt Hamburg vor dem Gebäude ausstellt.